# Кьярамонти
Кьярамонти (итал. Chiaramonti) — коммуна в Италии, располагается в регионе Сардиния, подчиняется административному центру Сассари.
Население составляет 1915 человек, плотность населения составляет 19,39 чел./км². Занимает площадь 98,76 км². Почтовый индекс — 7030. Телефонный код — 079.
Покровителем населённого пункта считается святой апостол Матфей. Праздник ежегодно празднуется 21 сентября.